# 브레이 원더러스 FC
브레이 원더러스 풋볼 클럽(영어: Bray Wanderers Football Club, 아일랜드어: Cumann Pelie Fánaithe Bhré)은 아일랜드의 축구
팀이며, 리그 오브 아일랜드 프리미어 디비전에 참가하고 있다. 현재의 형태를 갖춘 클럽은 1942년 브레이에서 창단하였고, 2010년까지 브레이 원더러스 A.F.C(영어: Bray Wanderers A.F.C.)라는 명칭으로 알려졌었다. 1985년 자국 리그에 선출되었으며, 홈 구장은 칼라일 그라운즈이다. 클럽 휘장의 색깔은 초록색과 하얀색이며, 갈매기라는 별명으로 불린다.